# Brug 692
Brug 692 is een vaste brug in Amsterdam Nieuw-West.
De brug is gelegen over een duiker in een waterweg die parallel loopt aan de Schipluidenlaan. Ze vormt daarbij de verbinding tussen de Delflandlaan met de Queen Towers en het Koningin Wilhelminaplein met de gebouwen van het World Fashion Centre en het Berghausgebouw.
De overspanning van de gracht dateert van rond 1960, al komt ze nog niet voor op de plattegrond van het ontwerp voor het Confectiecentrum (later World Fashion Centre) uit september 1962. Die datering is tevens terug te vinden in het brugnummer, zo zijn de bruggen 688 en 689 in de iets noordelijker gelegen Cornelis Lelylaan van dezelfde tijd. Het ontwerp is afkomstig van de Dienst der Publieke Werken.
De combinatie van brug en duiker ligt op straatniveau en is geheel opgenomen in de doorgaande weg. Vanaf de rijweg wijzen alleen de brugleuningen op een brug.
<<< · 600 · 601 · 602 · 603 · 604 · 605 · 606 · 607 · 608 · 609 · 610 · 611 · 612 · 613 · 614 · 615 · 616 · 617 · 618 · 619 · 620 · 621 · 622 · 623 · 624 · 626 · 627 · 628 · 629 · 630 · 631 · 632 · 633 · 634 · 635 · 636 · 637 · 638 · 639 · 643 · 651 · 652 · 653 · 655 · 656 · 657 · 658 · 659 · 660 · 661 · 662 · 663 · 664 · 665 · 666 · 667 · 668 · 669 · 670 · 671 · 673 · 674 · 675 · 676 · 677 · 678 · 679 · 681 · 682 · 683 · 684 · 685 · 687 · 688 · 689 · 690 · 691 · 692 · 695 · 696 · 699 · >>>
Verdwenen brugnummers: 625 (afgebroken brug Sam van Houtenstraat), 640, 644, 645, 646, 647, 648, 650, 672 (duiker Cornelis Lelylaan, Rembrandtpark), 694, 698.
Nooit gebouwd: 649, 680 (nooit gebouwde brug Sloterplas).
Brugnummers 641, 642, 654, 686, 693, 694 en 697 zijn onbekend.